# Donge Mchangani
Donge Mchangani è una circoscrizione rurale (rural ward) della Tanzania situata nel distretto di Kaskazini B, regione di Zanzibar Nord. Conta una popolazione di 2 917 abitanti (censimento 2012).